# Filmemoker
Die filmemoker (plattdeutsch; auf hochdeutsch: Filmemacher) sind eine Gruppe von Hobby-Filmemachern, die seit 1996 neben ihren eigentlichen Berufen bisher drei Science-Fiction-Filme auf Plattdeutsch produziert haben. Die Filme sind Parodien auf die Fernsehserie Star Trek. Im Mittelpunkt steht dabei jeweils der „Apparatspott“ – eigentlich auf plattdeutsch ein Einmachtopf, hier aber Symbol für das Raumschiff.

## Geschichte
Unter der Regie von Martin Hermann arbeiten die filmemoker in Sulingen (Niedersachsen) seit 1996 zusammen. Während das Team beim ersten Apparatspott-Film aus nur zwei Personen bestand, gehörten beim zweiten Film bereits sechs Personen zum „Stab“. Das Produktionsteam bestand aus Martin Hermann, Dieter Köper, Ralf Vielhauer, Karlheinz Hespos, Karsten Witte und Detlef Klußmann. Dabei zeichnete Martin Hermann für Regie, Musik, Kamera und Schnitt verantwortlich. Um Drehbuch und Produktion hat sich das gesamte Team gekümmert.
Reichten für den zweiten Film noch Produktionskosten von 40.000 € aus, so waren für den von 2005 bis 2008 produzierten dritten Film bereits 150.000 € nötig – ohne Vollkostenrechnung.

## Produktionen
Es liegen drei Filme der filmemoker in abendfüllender Filmlänge (jeweils 98 bzw. 93 bzw. 108 Minuten) vor. Alle beginnen im Titel mit „Apparatspott“.
- Apparatspott 1: De Apparatspott – Ick heep keene Lust mehr hier ünnen. (1999; Vorbereitungen und Produktion seit 1996)
- Apparatspott 2: Apparatspott – Gerangel in Ruum un Tied. (2003; Vorbereitungen und Produktion seit 2000)
- Apparatspott 3: Apparatspott – Dat mokt wie gistern (2008; Vorbereitungen und Produktion  seit 2005)

## Sprachliche Neuschöpfungen oder: Platt für Astronauten
Die filmemoker standen auch vor dem Problem, auf Plattdeutsch Weltraum-/Science-Fiction-/Astronauten-Sprache zu präsentieren. So waren sie auch sprachschöpferisch tätig und schufen u. a. die neuen plattdeutschen Begriffe Ruum-Tied-Gerangel (Störung im Raum/Zeit-Kontinuum), Bannich Lichtstrohlflink (Überlichtgeschwindigkeit), Platt-Snack-Platine (Sprach-Generator), Schluckschuppen (Trinkhalle), Strohlen (Beamen), Strohlen-Apparat (Transmitter), Butentrupp (Außentrupp/Bodentrupp), Apparatspott (Elektrischer Einmachtopf). So bedeutet die Redewendung „Strohl mi rup, Schrotty“: „Beame mich rauf, Schrotty“ und „All'ns klor to'n Ballern“ bedeutet: „Alles klar zum Feuern“.

## Würdigung / Preise
- 2000  Kulturpreis der Stadt Sulingen für das Engagement hinsichtlich der plattdeutschen Sprache
- 2003  Teilnahme an den Nordischen Filmtagen in Lübeck
- 2004  Kulturpreis des Landkreises Diepholz
- 2006  NordWest Award der Bremer Landesbank (2. Preis)
- Teilnahme am Oldenburger Filmfest
- 2009 Heinrich-Schmidt-Barrien-Preis[1]